# Каракудук (месторождение)
Каракуду́к — нефтяное месторождение, расположено в Мангистауской области Республики Казахстан, в 160 км на юго-запад от районного центра Бейнеу.
Месторождение открыто в 1971 году.
Нефти лёгкие, высокопарафинистые (4,2-22,3 %), малосернистые (0,03-0,49 %), с низкой кислотностью. Нефть в среднеюрских отложениях более лёгкая (плотность 807,8 кг/м³), чем в верхней юре (плотность 866 кг/м³).
Дебиты по горизонтам варьируют в пределах от 25,3 м³/сут. до 153 м³/сут.
В 2007 году добыча нефти на месторождении вырастет на 40 % по сравнению с уровнем 2006 года (при одновременном снижении себестоимости) и превысит 1 млн тонн.
Операционная компания — «КаракудукМунай» (СП Caspian Investment Resources Ltd на паритетной основе китайской Sinopec и индийской Mittal Investments).